# 洪雲蒸
洪雲蒸（1584年—1635年），字化卿，號紫雲，湖廣長沙府攸縣人，軍籍，明朝政治人物。

## 生平
萬曆三十一年（1603年）癸卯科湖廣鄉試第十名舉人，萬曆三十八年（1610年）庚戌科會試九十名，第三甲第一百四十八名進士。都察院觀政。次年，授浙江紹興府諸暨縣知縣，因事降職。萬曆四十三年（1615年），補河南許州判官，次年陞四川梁山縣知縣，责授順天府昌平州學正。萬曆四十六年（1618年）陞國子監助教。累官廣西布政使司參政。遷福建參政。海盜劉香侵擾福建、廣東，總督熊文燦命雲蒸親自登船招撫劉香，被扣留。崇禎八年（1635年），鄭芝龍連廣東兵擊香，香脅雲蒸止兵，雲蒸大呼：我誓死報國，急擊勿失！於是遇害。諡烈愍。

## 著作
洪雲蒸等輯《劉徵君年譜》1卷，《劉聘君全集》12卷。

## 家族
曾祖洪儒範；祖洪直，庠生；父洪命，庠生；母賀氏。具慶下。弟雲藎。子珪臣；璽臣；瑋臣；琦臣。